# Landquart (huyện)
Landquart là một huyện thuộc bang Graubünden, Thụy Sĩ. Huyện này có diện tích 193,91 km2 (74,87 dặm vuông Anh) và dân số 22.450 người (tháng 12 năm 2004).
Huyện này có hai Kreise (phó huyện) và 11 đô thị:
| Haldenstein | 894   | 18.55 |
| Igis        | 7,011 | 10,92 |
| Mastrils    | 525   | 8,00  |
| Says        | 156   | 14,42 |
| Trimmis     | 2.834 | 28.47 |
| Untervaz    | 2.246 | 27.67 |
| Zizers      | 3.016 | 10,96 |

| Fläsch    | 586   | 19,95 |
| Jenins    | 757   | 10,50 |
| Maienfeld | 2.432 | 32.37 |
| Malans    | 2,083 | 11,38 |